# Diecezja łowicka
Diecezja łowicka (łac. Dioecesis Lovicensis) – jedna z dwóch diecezji obrządku łacińskiego w metropolii łódzkiej w Polsce. Ustanowiona diecezją 25 marca 1992 bullą Totus Tuus Poloniae populus (Cały Twój lud w Polsce) przez papieża Jana Pawła II.

## Instytucje
- Kuria diecezjalna
- Sąd biskupi
- Wyższe Seminarium Duchowne w Łowiczu
- Kapituła katedralna
- Caritas diecezjalne
- Archiwum diecezjalne

## Biskupi

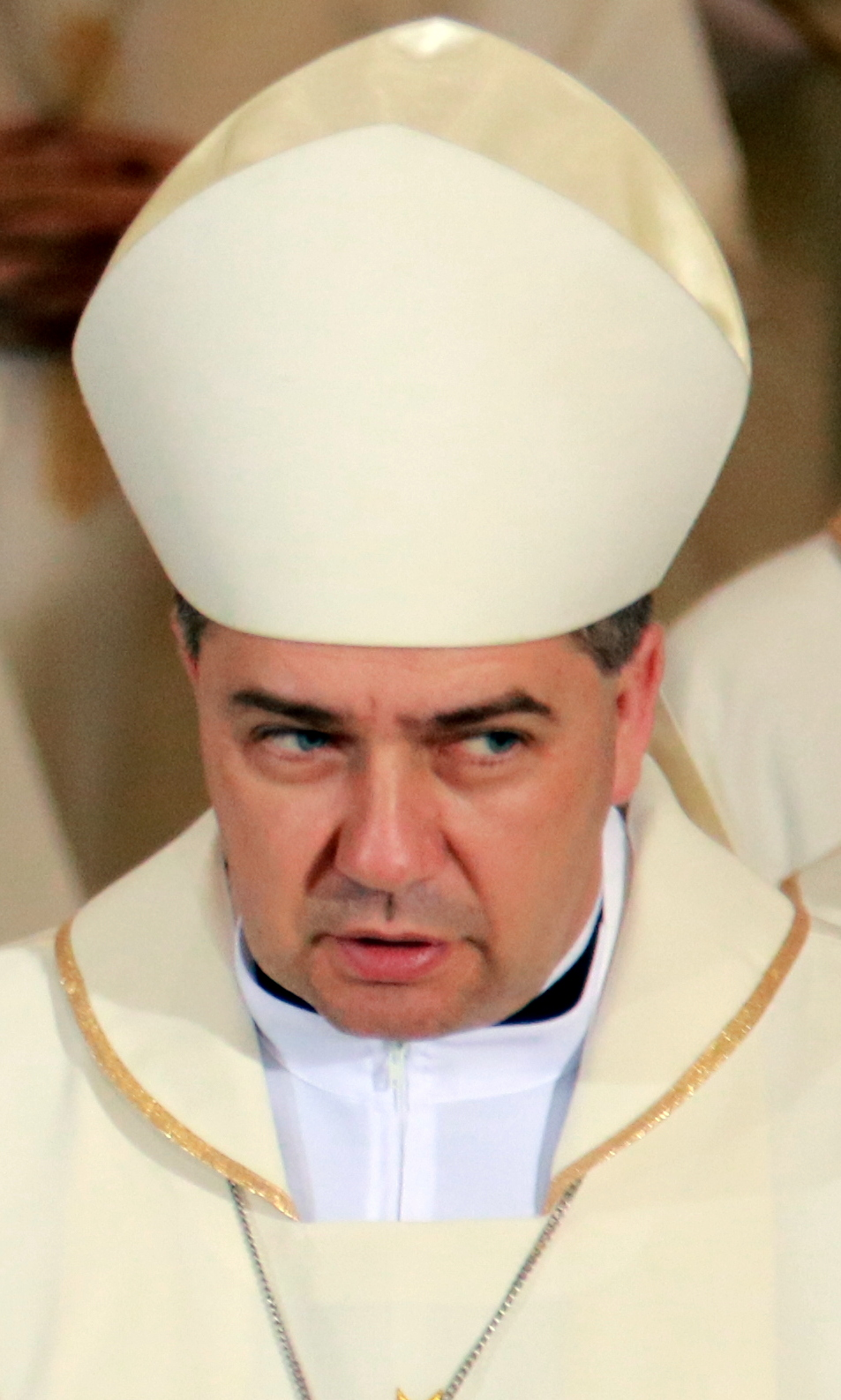
Wojciech Osial – biskup diecezjalny

### Biskup diecezjalny
- bp Wojciech Osial – od 2024

### Biskup senior
- bp Andrzej Dziuba – biskup diecezjalny w latach 2004–2024, senior od 2024

## Główna świątynia
- Bazylika katedralna Wniebowzięcia NMP i św. Mikołaja w Łowiczu (rocznica poświęcenia: 14 października)

## Patroni
- św. Wiktoria, dziewica
- błogosławiony Honorat Koźmiński, zakonnik

## Sanktuaria Maryjne na terenie diecezji
- Sanktuarium św. Rodziny w Miedniewicach – wizerunek z 1674, koronowany 6 czerwca 1767 roku przez biskupa Ignacego Krasickiego.
- Sanktuarium w Głogowcu – XVII-wieczna kopia obrazu Matki Bożej Częstochowskiej, obraz koronowany 14 września 1975 roku przez kard. Stefana Wyszyńskiego.
- Sanktuarium w Szymanowie – figura Matki Bożej Niepokalanej (MB Jazłowiecka) koronowana 9 lipca 1939 roku przez kard. Augusta Hlonda.
- Sanktuarium w Domaniewicach – obraz Matki Bożej Pocieszycielki Strapionych i Matki Pięknej Miłości, koronowany 8 września 2000 roku przez nuncjusza apostolskiego, abpa Józefa Kowalczyka i biskupa łowickiego Alojzego Orszulika.
- Sanktuarium w Białej Rawskiej – obraz Matki Bożej Miłosiernej, koronowany 12 czerwca 2000 roku przez kard. Józefa Glempa i biskupa łowickiego Alojzego Orszulika.
- Sanktuarium w Suserzu – obraz Matki Boskiej Suserskiej, koronowany 15 sierpnia 2014 roku przez biskupa łowickiego Andrzeja Dziubę, abpa Stanisława Gądeckiego i abpa Marka Jędraszewskiego[2].
- Sanktuarium w Mąkolicach - figura Matki Bożej Fatimskiej, koronowana 13 maja 2003 roku przez abpa Józefa kard. Glempa, prymasa Polski.[3]

## Historia
Diecezja łowicka należy do grupy diecezji utworzonych w 1992 roku na skutek reorganizacji podziału administracyjnego Kościoła katolickiego w Polsce. Przed tą datą obszar ten przynależał w większości do archidiecezji warszawskiej, poza tym do diecezji płockiej i łódzkiej. Nowa diecezja ze stolicą biskupią w Łowiczu została utworzona na terenie historycznego Księstwa Łowickiego oraz Ziem: Sochaczewskiej, Kutnowskiej i Rawskiej. 
Do najstarszych obiektów sakralnych w diecezji należą romańskie kościoły: św. Idziego w Inowłodziu (XII wiek) oraz archikolegiata w Tumie koło Łęczycy (XII wiek). Miasto Łowicz po raz pierwszy wzmiankowane jest w bulli papieskiej Ex commisso nobis a Deo, zwanej Bullą gnieźnieńską z 1136 roku. Potwierdzono w niej prawo arcybiskupów gnieźnieńskich do posiadania tzw. dóbr łowickich. Od tej pory Łowicz związany był przez wieki z archidiecezją gnieźnieńską i osobą Prymasa Polski. W XIII wieku istniała już siedziba (mansio) arcybiskupa. Łowicka katedra wzniesiona została jako kościół parafialny łowickiego grodu być może już na początku XII wieku. W połowie XIV wieku rozpoczęto na miejscu drewnianego kościoła wznosić nowy w stylu gotyckim. W 1433 roku przy kościele ustanowiono kapitułę. Kolegiata łowicka otaczana była szczególną troską ze strony kolejnych arcybiskupów gnieźnieńskich, którzy rezydowali w Łowiczu, ilekroć różnorakie sprawy domagały się ich obecności w pobliżu Warszawy. W podziemiach katedry spoczęły zwłoki dwunastu arcybiskupów gnieźnieńskich. Świątyni nadano tytuł katedry w roku ustanowienia diecezji, natomiast w 1999 roku papież Jan Paweł II przyznał jej miano bazyliki mniejszej. Kościół stał się również centralnym ośrodkiem archidiakonatu łowickiego, do którego od końca XVI wieku należały dekanaty łowicki, rawski i skierniewicki.  
Ważną jednostką administracji kościelnej był archidiakonat łęczycki, ustanowiony prawdopodobnie wraz z powołaniem kolegiaty łęczyckiej w 1161 roku. Pod koniec XVI wieku składał się z pięciu dekanatów: kłodawskiego, kutnowskiego, łęczyckiego, tuszyńskiego i zgierskiego. Dekanaty sochaczewski i mszczonowski należały do archidiakonatu warszawskiego (diecezja poznańska). W 1818 roku po zmianach terytorialnych związanych z powstaniem Królestwa Kongresowego, archidiakonaty łęczycki i łowicki zostały włączone do archidiecezji warszawskiej (powstałej 1797 roku). W 1920 roku utworzono diecezję łódzką, do której włączono dekanat łęczycki.   
Erygując diecezję łowicką w 1992 roku przydzielono jej następujące dekanaty:  
- z archidiecezji warszawskiej: Biała Rawska, Brzozów, Krośniewice, Kutno, Lubochnia, Łowicz - Kolegiata, Łowicz - Św. Ducha, Mszczonów, Rawa Mazowiecka, Skierniewice, Sochaczew, Żychlin, Żyrardów
- z diecezji łódzkiej: Łęczyca, Tum, Stryków (parafie: Dmosin, Głowno, Głowno Osiny, Głowno Zabrzeźnia)
- z diecezji płockiej: Gąbin (parafie: Osmolin, Pacyna, Sanniki, Słubice, Zyck), Gostynin (parafie: Suserz i Trąbki)[5].

Diecezja łowicka w latach 1992–2004 należała do metropolii warszawskiej, a od 2004 roku przynależy do metropolii łódzkiej. 

## Miasta diecezji
| herb | miasto                 | dekanat                                                               | województwo | powiat        | ludność | liczba parafii |
| ---- | ---------------------- | --------------------------------------------------------------------- | ----------- | ------------- | ------- | -------------- |
|      | Skierniewice           | Skierniewice – NSPJ Skierniewice – św. Jakuba                         | łódzkie     | Skierniewice  | 48 308  | 6              |
|      | Kutno                  | Kutno – św. Michała Archanioła Kutno – św. Wawrzyńca                  | łódzkie     | kutnowski     | 44 513  | 7              |
|      | Żyrardów               | Żyrardów                                                              | mazowieckie | żyrardowski   | 40 243  | 4              |
|      | Sochaczew              | Sochaczew – Matki Bożej Nieustającej Pomocy Sochaczew – św. Wawrzyńca | mazowieckie | sochaczewski  | 36 790  | 5              |
|      | Łowicz                 | Łowicz – Katedra Łowicz – Św. Ducha                                   | łódzkie     | łowicki       | 28 704  | 4              |
|      | Rawa Mazowiecka        | Rawa Mazowiecka                                                       | łódzkie     | rawski        | 17 480  | 3              |
|      | Głowno                 | Głowno                                                                | łódzkie     | zgierski      | 14 422  | 3              |
|      | Łęczyca                | Łęczyca                                                               | łódzkie     | łęczycki      | 14 252  | 2              |
|      | Żychlin                | Żychlin                                                               | łódzkie     | kutnowski     | 8288    | 1              |
|      | Mszczonów              | Mszczonów                                                             | mazowieckie | żyrardowski   | 6433    | 2              |
|      | Krośniewice            | Krośniewice                                                           | łódzkie     | kutnowski     | 4426    | 1              |
|      | Nowe Miasto nad Pilicą | Nowe Miasto nad Pilicą                                                | mazowieckie | grójecki      | 3830    | 1              |
|      | Biała Rawska           | Biała Rawska                                                          | łódzkie     | rawski        | 3206    | 1              |
|      | Sanniki                | Sanniki                                                               | mazowieckie | gostyniński   | 1994    | 1              |
|      | Piątek                 | Piątek                                                                | łódzkie     | łęczycki      | 1908    | 1              |
|      | Wiskitki               | Wiskitki                                                              | mazowieckie | żyrardowski   | 1404    | 1              |
| !    | Grabów                 | Łęczyca                                                               | łódzkie     | łęczycki      | 998     | 1              |
|      | Bolimów                | Sochaczew – Matki Bożej Nieustającej Pomocy                           | łódzkie     | skierniewicki | 964     | 1              |
|      | Kiernozia              | Sanniki                                                               | łódzkie     | łowicki       | 834     | 1              |
|      | Inowłódz               | Lubochnia                                                             | łódzkie     | tomaszowski   | 829     | 1              |